# O' Cangaceiro
O' Cangaceiro è un film del 1970, diretto da Giovanni Fago.
Viene considerato uno spaghetti-western anomalo in quanto ambientato nel Sertão brasiliano.

## Trama
Il retroterra - il "Sertão" - della regione brasiliana di Agua Branca è dominio incontrastato (e a nulla servono le spedizioni militari contro di lui) del "cangaceiro" Espedito, che si fa chiamare il "Redentore", poiché pretende di ispirarsi - a modo suo - al Vangelo e a vaghe aspirazioni di giustizia. Accanto alla sua, prosperano nella zona limitrofa altre bande la cui presenza dà molto fastidio al governatore Branco, interessato allo sfruttamento di un giacimento di petrolio trovato ad Agua Branca. Scegliendo, provvisoriamente, il male minore, costui riesce a ottenere da Espedito - in cambio dell'immunità e di una "fazenda" - la sua collaborazione nella lotta contro gli altri "cangaceiros". Per convincere il bandito, il governatore si avvale dell'aiuto di un geologo olandese, Vincent Helfer, amico del "Redentore". Quando Vincent però, che ha agito in buona fede, s'accorge che il governatore Branco non è disposto a rispettare i patti ma, per uccidere Espedito ha addirittura assoldato dei gangster italo-americani, si schiera risolutamente dalla parte del "cangaceiro". Eliminati i sicari del governatore, Espedito si vendica di Branco, uccidendolo in duello.